# 1990-es UEFA-kupa-döntő
Az 1990-es UEFA-kupa-döntő két mérkőzését 1990. május 2-án és május 16-án rendezték két olasz csapat a Juventus FC és az ACF Fiorentina között. A kupát összesítésben 3–1 a Juventus csapata nyerte el.
Ez volt az első döntő – az UEFA által szervezett versenysorozatokban – hogy két olasz csapat és a harmadik, amikor azonos országbeli találkozott egymással.

## Részletek

### Első mérkőzés
| 1990. május 2. |

| Juventus                               | 3–1         | Fiorentina |
| -------------------------------------- | ----------- | ---------- |
| Galia 3' Casiraghi 59' de Agostini 73' | Jegyzőkönyv | Buso 10'   |

| Stadio Comunale, Torino Nézőszám: 47 519 Játékvezető: Emilio Soriano Aladren (spanyol) |

| Csapatszínek | Csapatszínek | Csapatszínek |
| Csapatszínek |              |              |
| Csapatszínek |              |              |
|              |              |              |
| Juventus     |              |              |

| Csapatszínek | Csapatszínek | Csapatszínek |
| Csapatszínek |              |              |
| Csapatszínek |              |              |
|              |              |              |
| Fiorentina   |              |              |

| JUVENTUS:   |    |                     |
|             |    |                     |
| GK          | 1  | Stefano Tacconi     |
| DF          | 2  | Nicolo Napoli       |
| DF          | 3  | Luigi de Agostini   |
| DF          | 4  | Roberto Galia       |
| DF          | 5  | Pasquale Bruno 46'  |
| MF          | 6  | Dario Bonetti       |
| MF          | 7  | Szergej Alejnyikov  |
| MF          | 8  | Rui Barros          |
| FW          | 9  | Pierluigi Casiraghi |
| MF          | 10 | Giancarlo Marocchi  |
| FW          | 11 | Salvatore Schillaci |
| Cserék:     |    |                     |
| GK          | 12 | Adriano Bonaiuti    |
| DF          | 13 | Massimiliano Rosa   |
| MF          | 14 | Angelo Alessio 46'  |
| MF          | 15 | Salvatore Avallone  |
| MF          | 16 | Olekszandr Zavarov  |
| Vezetőedző: |    |                     |
| Dino Zoff   |    |                     |

| FIORENTINA:        |    |                     |
|                    |    |                     |
| GK                 | 1  | Marco Landucci      |
| DF                 | 2  | Antonio Dell'Oglio  |
| DF                 | 3  | Giuseppe Volpecina  |
| MF                 | 4  | Dunga               |
| DF                 | 5  | Celeste Pin         |
| DF                 | 6  | Sergio Battistini   |
| MF                 | 7  | Marco Nappi         |
| MF                 | 8  | Luboš Kubík 87'     |
| MF                 | 9  | Renato Buso         |
| FW                 | 10 | Roberto Baggio      |
| MF                 | 11 | Alberto Di Chiara   |
| Cserék:            |    |                     |
| GK                 | 12 | Giuseppe Pellicanò  |
| DF                 | 13 | Alberto Malusci 87' |
| MF                 | 14 | Giuseppe Iachini    |
| MF                 | 15 | Giacomo Callegari   |
| FW                 | 16 | Giacomo Banchelli   |
| Vezetőedző:        |    |                     |
| Francesco Graziani |    |                     |

### Második mérkőzés
| 1990. május 16. |

| Fiorentina | 0–0         | Juventus |
| ---------- | ----------- | -------- |
|            | Jegyzőkönyv |          |

| Stadio Partenio, Avellino Nézőszám: 30 999 Játékvezető: Aron Schmidhuber (NSZK) |

| FIORENTINA:        |    |                     |
|                    |    |                     |
| GK                 | 1  | Marco Landucci      |
| DF                 | 2  | Antonio Dell'Oglio  |
| DF                 | 3  | Giuseppe Volpecina  |
| MF                 | 4  | Dunga               |
| DF                 | 5  | Celeste Pin         |
| DF                 | 6  | Sergio Battistini   |
| MF                 | 7  | Marco Nappi 71'     |
| MF                 | 8  | Luboš Kubík         |
| MF                 | 9  | Renato Buso         |
| FW                 | 10 | Roberto Baggio      |
| MF                 | 11 | Alberto Di Chiara   |
| Cserék:            |    |                     |
| GK                 | 12 | Giuseppe Pellicanò  |
| DF                 | 13 | Alberto Malusci     |
| MF                 | 14 | Giuseppe Iachini    |
| MF                 | 15 | Giacomo Callegari   |
| FW                 | 16 | Mauro Zironelli 71' |
| Vezetőedző:        |    |                     |
| Francesco Graziani |    |                     |

| JUVENTUS:   |    |                         |
|             |    |                         |
| GK          | 1  | Stefano Tacconi         |
| DF          | 2  | Nicolo Napoli           |
| DF          | 3  | Luigi de Agostini       |
| DF          | 4  | Roberto Galia           |
| DF          | 5  | Pasquale Bruno          |
| MF          | 6  | Angelo Alessio          |
| MF          | 7  | Szergej Alejnyikov      |
| MF          | 8  | Rui Barros 72'          |
| FW          | 9  | Pierluigi Casiraghi 79' |
| MF          | 10 | Giancarlo Marocchi      |
| FW          | 11 | Salvatore Schillaci     |
| Cserék:     |    |                         |
| GK          | 12 | Adriano Bonaiuti        |
| DF          | 13 | Sergio Brio             |
| MF          | 14 | Massimiliano Rosa 79'   |
| MF          | 15 | Salvatore Avallone 72'  |
| MF          | 16 | Olekszandr Zavarov      |
| Vezetőedző: |    |                         |
| Dino Zoff   |    |                         |

## Lásd még
- 1989–1990-es UEFA-kupa